# Arrondissement de Wakhinane Nimzatt
Das Arrondissement de Wakhinane Nimzatt in der Großstadt Ville de Guédiawaye der Metropolregion Dakar in Senegal ist neben dem Arrondissement de Sam Notaire eines der beiden Arrondissements, in die das mit der Stadt flächengleiche Département Guédiawaye gegliedert ist. Die beiden Arrondissements entstanden 2021 durch Teilung des bis dahin für das ganze Stadtgebiet zuständigen Arrondissement de Guédiawaye. Das neue Arrondissement ist übergeordnete Verwaltungsebene für drei der fünf im Stadtgebiet auf der Ebene der kommunalen Selbstverwaltung als Gemeinde (commune) geschaffenen Stadtbezirke. Die Präfektur des Arrondissements liegt in Wakhinane Nimzatt.

## Geografie
Das Arrondissement nimmt den Osten der Stadt ein, hat eine Fläche von 6,3817 km² und ist fast vollständig bebaut. Es ist sowohl nach Fläche als auch Einwohnerzahl etwas kleiner als das Arrondissement de Sam Notaire. Beide sind durch den hohen Grad der Urbanisierung über die Stadtgrenzen hinweg mit den benachbarten Arrondissements Arrondissement de Yeumbeul, Arrondissement de Pikine Dagoudane und Arrondissement des Parcelles Assainies baulich zusammengewachsen.

## Bevölkerung

Arrondissements und Stadtbezirke in Guédiawaye (orange)

Die letzten Volkszählungen ergaben für das Arrondissement folgende Einwohnerzahlen:
| Commune              | Fläche km² | Einwohner 2013 | Einwohner 2023 |
| Ndiarème Limamoulaye | 1,3030     | 35.171         | 36.024         |
| Wakhinane Nimzatt    | 4,3460     | 89.721         | 105.461        |
| Médina Gounass       | 0,7327     | 33.761         | 36.588         |
| Arrondissement       | 6,3817     | 158.653        | 178.073        |